# Aeba Kōson
Aeba Kōson (jap. 饗庭 篁村, wirklicher Name: Aeba Yosaburō (饗庭 與三郎), bisweilen auch: Takenoya Shujin (竹の屋主人); * 25. September 1855 in Shitaya, Tokio (heute: Taitō); † 20. Juni 1922) war ein japanischer Schriftsteller und Theaterkritiker der Meiji-Zeit. 

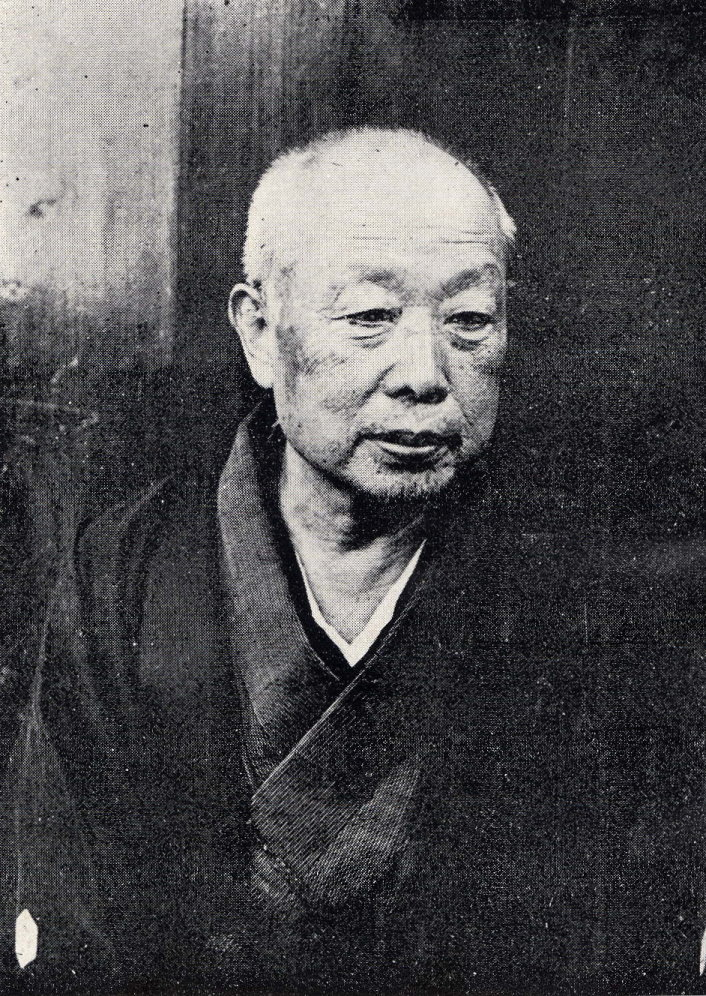
Aeba Kōson

## Leben
Aeba wurde als fünfter Sohn von Yonokichi (與之吉, Lesung unklar) im Tokyoter Stadtteil Shitaya geboren. Aebas Vater betrieb zunächst ein Stoffgeschäft in Tokyo, zum Zeitpunkt, da Aeba geboren wurde dann ein Pfandleihhaus. Unmittelbar nach der Geburt ist Aebas Mutter während des Ansei-Edo-Erdbebens am 11. November 1855 verschollen. In jener Zeit der Not erhielt die Familie Hilfe und Unterstützung von einer benachbarten Familie namens Takemura, worauf auch Aebas Beiname Takenoya zurückzuführen ist.
Im Alter von 11 bis 15 Jahren ging Aeba in Nihonbashi im Pfandleihhaus Hakone-ya zur Lehre. 1869 kehrte er in sein Elternhaus zurück und half seinem älteren Bruder bei der Arbeit im Pfandleihhaus. Mit 19 Jahre begann er als Lektor bei der Yomiuri Shimbun zu arbeiten. Von 1876 an wurde Aeba von Okabatake Ransen gefördert, veröffentlichte erste Artikel und hatte sich bald darauf zusammen mit Okamoto Kisen und Furukawa Kairai in der literarischen Welt als begabtes Talent einen Namen gemacht. 1886 lernte er den Schriftsteller Tsubouchi Shōyō kennen. Im selben Jahr erschien seine erste lange Artikelserie Tōsei akindōkataki (当世商人気質). Es folgten die ersten Romane und Bearbeitungen von Werken Edgar Allan Poes.
1889 wechselte Aeba zur Asahi Shimbun. Für die Asahi Shimbun schrieb er bis 1922 unter dem Pseudonym Takenoya Shujin Theaterkritiken. Aeba starb 1922 in Tokyo an einer Gehirnläsion. Aeba ist auf dem Friedhof Somei in Tokyo beerdigt.
Obgleich Aeba ein Autodidakt war, besaß er doch sehr gute Kenntnisse der chinesischen Dichtung und er war vertraut mit der Lyrik Haikai. Aeba gehört mit Tsubouchi Shōyō und Kōda Rohan zu den Literaten der Übergangszeit von der Gesaku- zur neuen Literatur.

## Werke

### Romane
- 1886 Hito no uwasa (人の噂)
- 1887 Sōmadō (走馬燈)
- 1889 Menbokudama (面目玉)
- 1888 Horidashimono (掘り出し物)
- 1889 Ryōya (良夜) erschienen in der Zeitschrift Kokumin no tomo (國民之友)[4]
- Kageochi no kageochi (驅落の驅落) Textausgabe (PDF; japanisch; 1,1 MB)
- Haikaiki chigai (俳諧気違ひ)

### Abhandlung
- 1888 Ōishima tora no tsudae (大石眞虎の傳), veröffentlicht in der Yomiuri Shimbun (明治21年 読売新聞発表)

### Reiseberichte
- 1899 Koganei no sakura (小金井の櫻)

### Bearbeitungen / Übersetzungen
- Edgar Allan Poe: Seiyō kaidan kuroneko (西洋怪談 黒猫, Gespenstergeschichten des Abendlandes Der schwarze Kater)
- Edgar Allan Poe: Rumorugu no jisatsu (ルーモルグの人殺し, dt. Der Doppelmord in der Rue Morgue)
- Charles Dickens: Kagebōshi (影法師, Original: Christmas Carol)